# Lahneralm (Rottach-Egern)
Die Lahneralm ist eine Alm in den Bayerischen Voralpen. Sie liegt im Gemeindegebiet von Rottach-Egern.
Das Almgebiet befindet sich am Nordhang des Lahnerkopfes. Die Alm war bereits auf der Uraufnahme namentlich erwähnt. Auf der Lahneralm entspringt einer der Quellbäche der Rottach.
Die Alm wird am einfachsten über einen Fahrweg von Sutten erreicht.

## Galerie

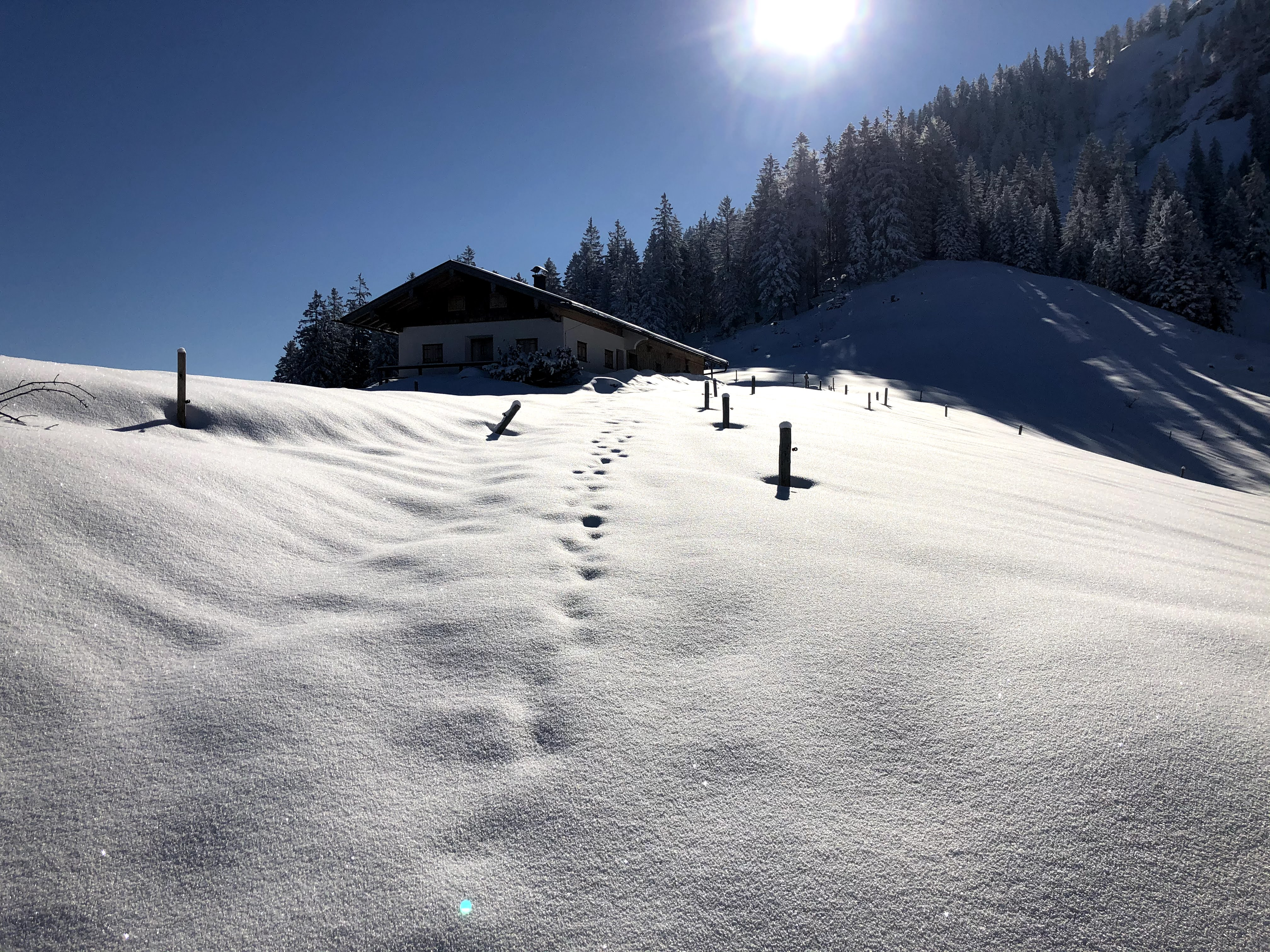
Winteraspekt